# John Maxwell, Master of Maxwell
John Maxwell, Master of Maxwell (* um 1430; † 22. Juli 1484 bei Kirtlemure) war ein schottischer Adliger.

## Leben
Er war der älteste Sohn des Robert Maxwell, 2. Lord Maxwell, aus dessen Ehe mit Janet Forrester, einer Tochter von John Forrester of Corstorphine.
Geboren wurde John Maxwell wahrscheinlich um 1430. Am 14. Februar 1477 verpflichtete er sich vertraglich, seine Mutter bei der Verwaltung von Ländereien zu unterstützen, die sein Vater ihr zuvor überschrieben hatte. Nachdem dieser sich 1474 aus allen Geschäften zurückgezogen hatte, führte er dessen Titel Lord Maxwell und wird daher teilweise auch als 3. Lord Maxwell gezählt. In Sitzungsunterlagen des schottischen Parlamentes vom 4. Oktober 1479 werden sowohl Vater als auch Sohn als Mitglieder geführt.
Am 22. Juli 1484 wurde er bei der Abwehr eines englischen Überfalls auf „Albany and Douglas“ bei Kirtlemure tödlich verwundet. Sein Vater überlebte ihn um etwa ein Jahr.
Durch seine Ehe, geschlossen im Jahr 1454 mit Janet Crichton, einer Tochter von George Crichton, 1. Earl of Caithness, hatte er neun Söhne, John (der spätere 3. Lord), George, Robert, James, Homer, John, Thomas, William, Christian, sowie eine Tochter, Janet.